# یخچال دهنمک
یخچال دهنمک مربوط به دوره قاجار است و در شهرستان گرمسار، روستای دهنمک واقع شده و این اثر در تاریخ ۲۵ خرداد ۱۳۸۱ با شمارهٔ ثبت ۵۸۲۰ به‌عنوان یکی از آثار ملی ایران به ثبت رسیده‌است.